# Corydoras brevirostris
Corydoras brevirostris är en fiskart som beskrevs av Fraser-brunner, 1947. Corydoras brevirostris ingår i släktet Corydoras och familjen Callichthyidae. Inga underarter finns listade i Catalogue of Life.